# (254) Августа
(254) Августа (нем. Augusta) — небольшой астероид главного пояса, который принадлежит к светлому спектральному класса S и возглавляет одноимённое семейство астероидов. Астероид был открыт 31 марта 1886 года австрийским астрономом Иоганном Пализой в Венской обсерватории и назван в честь Августы фон Литтров (нем. Auguste von Littrow), жены известного австрийского астронома Карла фон Литтрова (нем. Karl Ludwig von Littrow).